# La Nou de Berguedà
La Nou de Berguedà és un municipi de la comarca del Berguedà. Situat dins de la serralada del Catllaràs, a l'est del riu Llobregat i a 876 m d'altitud. Al sud-oest limita amb Cercs, al sud-est i a l'est amb Vilada i també a l'est amb Castell de l'Areny i amb Guardiola de Berguedà al nord. El poble és punt de partida d'excursions, una de les quals culmina al Sobrepuny, cim característic i visible des de bona part de Catalunya. En dies clars la seva vista abasta fins al mar mirant al sud i bona part de la serralada pirinenca.
Punt també de partida de bones excursions, algunes de curtes però interessants com la de la font de les Travesses, emmarcada dins d'una excepcional fageda. El Santuari Marià de Lourdes de La Nou de principi del segle xix és un altre dels atractius del poble. És un gran edifici de línies neoclàssiques, amb un hostal, fonts i una piscina per a malalts. Dues fondes permeten els visitants establir-s'hi.

## Geografia
- Llista de topònims de la Nou de Berguedà (Orografia: muntanyes, serres, collades, indrets..; hidrografia: rius, fonts...; edificis: cases, masies, esglésies, etc).

La Nou de Berguedà està situat dins de la serralada del Catllaràs, a l'est del riu Llobregat i a 876 m d'altitud. Al sud-oest limita amb Cercs, al sud-est i a l'est amb Vilada i també a l'est amb Castell de l'Areny i amb Guardiola de Berguedà al nord. Comparteix amb Castell de l'Areny i Vilada la muntanya del Sobrepuny, que amb una alçada de 1.653 metres està situada entre els tres municipis.
Dins dels hidrònims, les fonts de La Nou són la font dels Avets, font de Banyacorba, font del Petzí, font del Sàlic, font de Sant Isidre o font de la Cova i la riera de Malanyeu, un afluent del riu Llobregat pel seu marge esquerre.
Prop de la Nou, hi trobem el nucli de Malanyeu, un llogaret amb vistes sobre el Pedraforca i el mateix circ de Malanyeu. Està situat a l'esquerra de la riera del mateix nom. Al vessant meridional hi ha els cingles de Malanyeu, que són un contrafort occidental de la serra del Catllaràs. Es troba a 999 metres sobre el nivell del mar, i al límit nord de La Nou de Berguedà.
|             | La Nou de Berguedà       |       |
| Lloc        | Altitud (m)              |       |
| Cota màxima | Roc de la Clusa, a l'est | 1.728 |
| Cota mínima | Pont del Far, a l'oest   | 637   |

## Demografia
| 1497 f | 1515 f | 1553 f | 1717 | 1787 | 1857 | 1877 | 1887 | 1900 | 1910 |
| ------ | ------ | ------ | ---- | ---- | ---- | ---- | ---- | ---- | ---- |
| 6      | 12     | 19     | 199  | 207  | 502  | 373  | 261  | 262  | 292  |

| 1920 | 1930 | 1940 | 1950 | 1960 | 1970 | 1981 | 1990 | 1992 | 1994 |
| ---- | ---- | ---- | ---- | ---- | ---- | ---- | ---- | ---- | ---- |
| 518  | 501  | 434  | 460  | 451  | 242  | 146  | 139  | 143  | 143  |

| 1996 | 1998 | 2000 | 2002 | 2004 | 2006 | 2008 | 2010 | 2012 | 2014 |
| ---- | ---- | ---- | ---- | ---- | ---- | ---- | ---- | ---- | ---- |
| 155  | 151  | 153  | 161  | 157  | 162  | 156  | 155  | 153  | 150  |

| 2016 | 2018 | 2020 | 2022 | 2024 | 2026 | 2028 | 2030 | 2032 | 2034 |
| ---- | ---- | ---- | ---- | ---- | ---- | ---- | ---- | ---- | ---- |
| 151  | 160  | 162  | 179  | 163  | -    | -    | -    | -    | -    |

## Galeria d'imatges

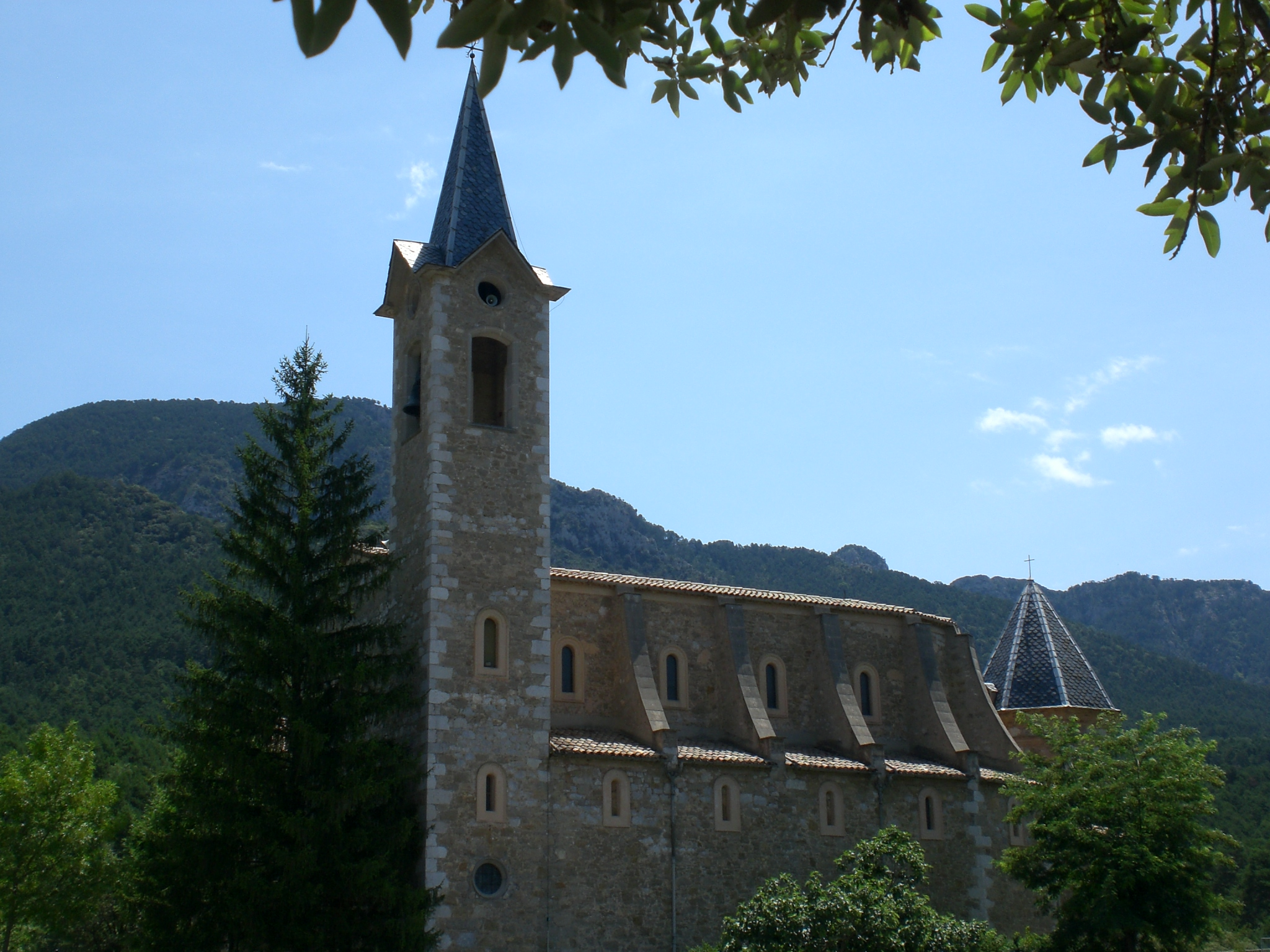
Santuari de la Mare de Déu de Lourdes de la Nou
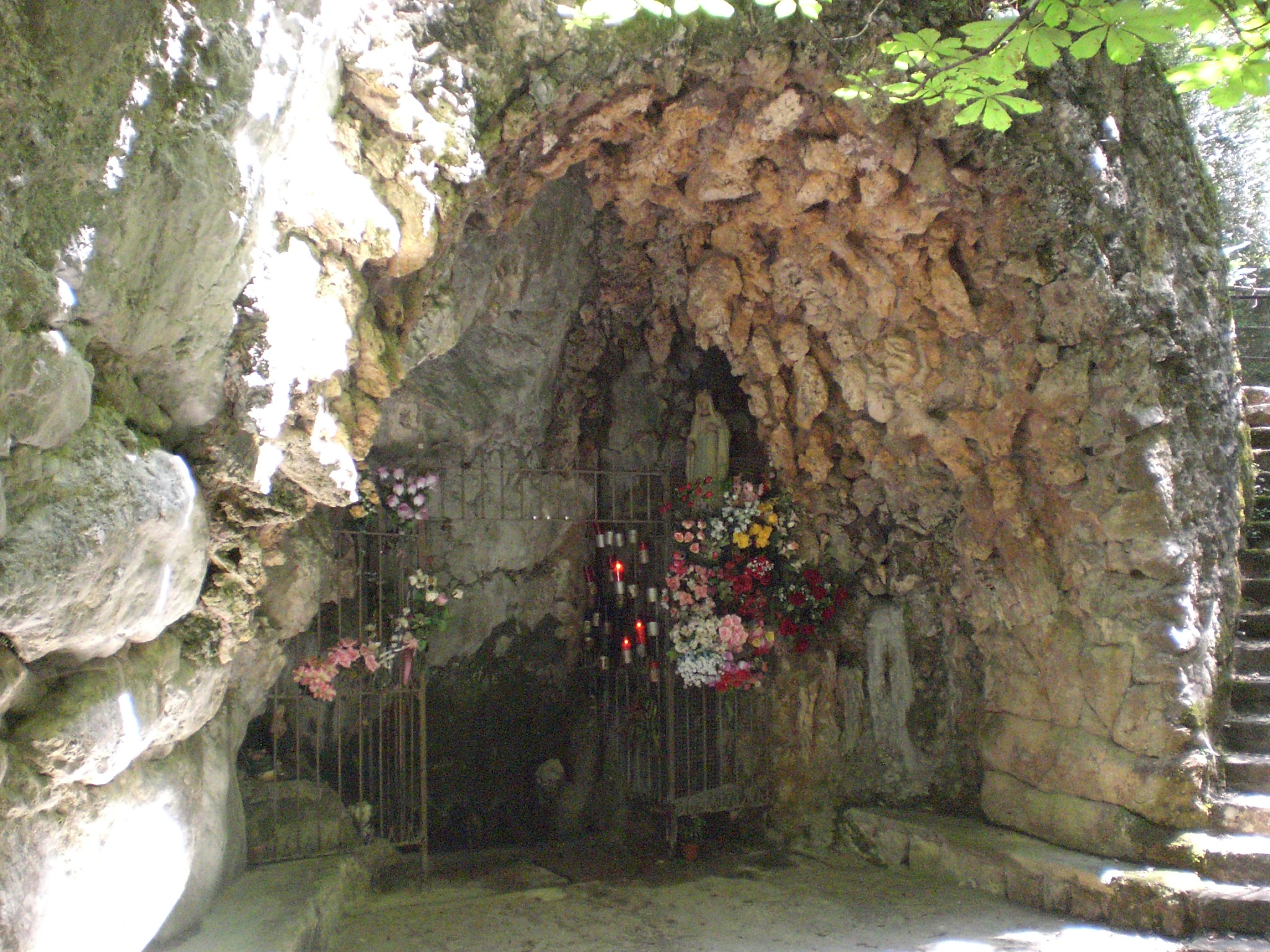
Santa Cova del Santuari de la Mare de Déu de Lourdes
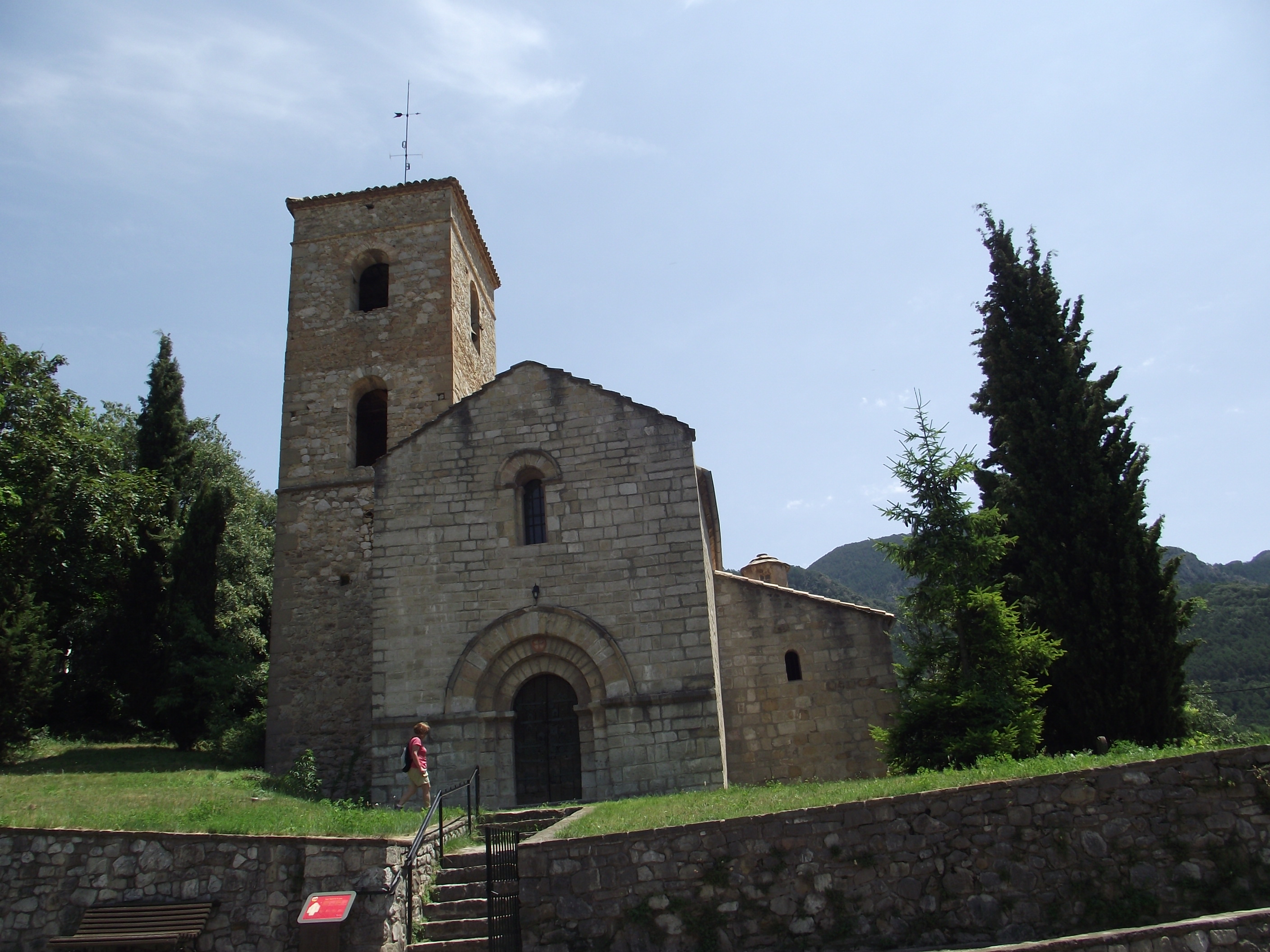
Església de Sant Martí

## Associacionisme
- Associació Juvenil Sobrepuny.